# رطية مبقجة

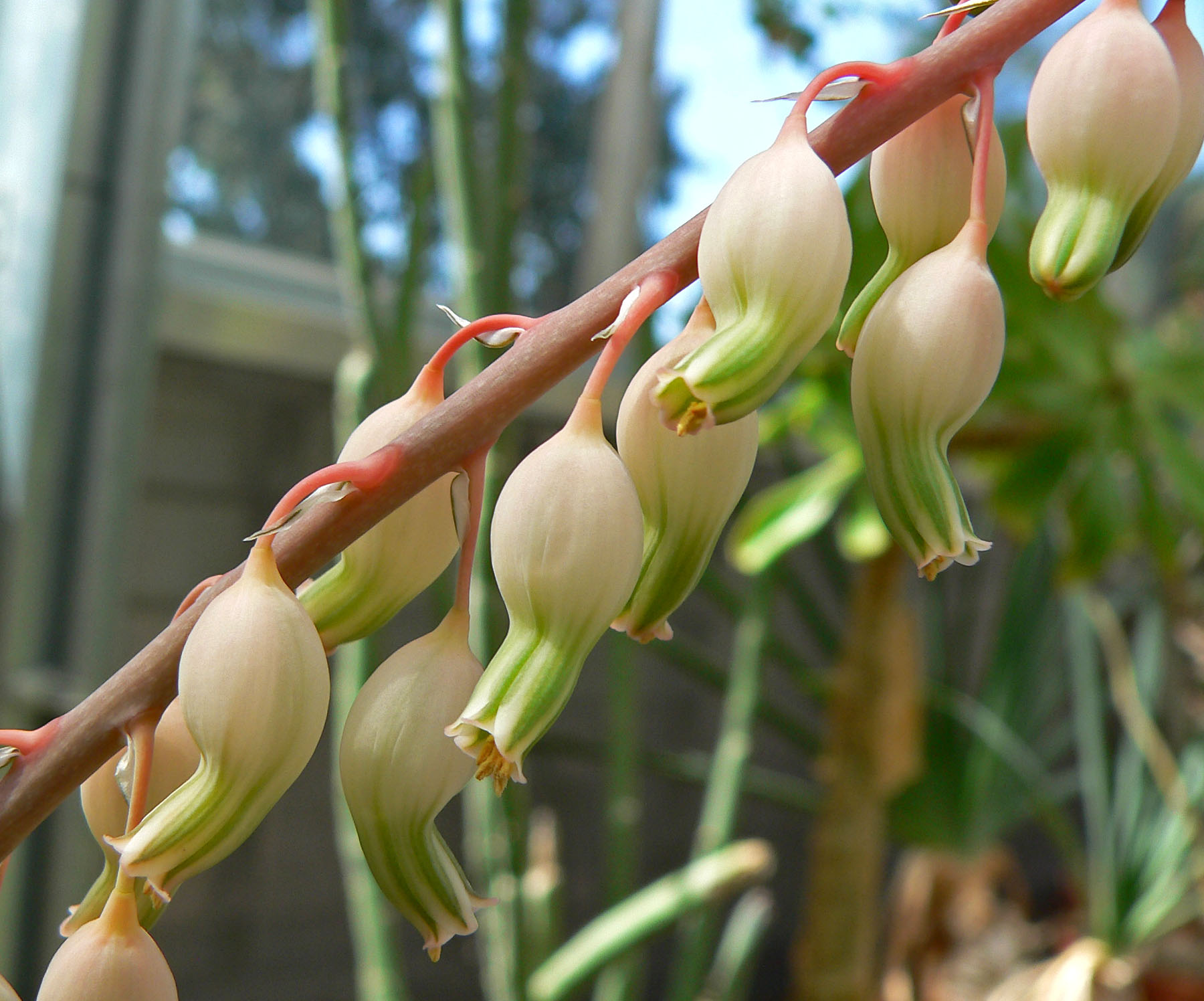
أزهار

رَطِيَّة مُبَقَّجَة نبات عصاري من جنس رطية في جنوب إفريقيا. أوراقها لحمية مشقصة منتصبة تطول من ١٠ إلى ١٥ سم. أزهارها مرجانية اللون.